# Lichtspielhaus
Lichtspielhaus (arcaísmo para decir cine en alemán) es el segundo DVD de la banda alemana Rammstein. Lanzado el 1 de diciembre de 2003, es una recopilación de todos sus videoclips hasta esa fecha, algunas actuaciones en vivo, anuncios comerciales y tráileres.

## Videoclips
1. Du riechst so gut
2. Seemann
3. Rammstein
4. Engel
5. Du hast
6. Du Riechst So Gut '98
7. Stripped
8. Sonne
9. Links 2 3 4
10. Ich will
11. Mutter
12. Feuer frei!

## Vídeos en vivo
- 100 Jahre Rammstein Arena Berlin 1996

1. Herzeleid
2. Seemann

- Philipshalle Düsseldorf 1997

1. Spiel mit mir

- Rock am Ring Festival 1998

1. Heirate mich
2. Du hast

- Live aus Berlin Wuhlheide 1998

1. Sehnsucht (Edited studio recording over live performance)

- Big Day Out Festival Sydney 2001

1. Weißes Fleisch
2. Asche zu Asche

- Velodrom Berlin 2001

1. Ich will
2. Links 2 3 4

## Making Of
1. Du hast
2. Du riechst so gut 98
3. Sonne
4. Links 2-3-4
5. Ich will

## TV Trailer
1. Achtung Blitzkrieg!
2. Du hast
3. Links 2-3-4
4. Mutter

- Datos: Q75531